# Melissa Gorduyn
Melissa Gorduyn (28 maart 1986) is een Vlaamse actrice. Ze maakte op 13-jarige leeftijd haar acteerdebuut in Blinker, de verfilming van het boek Blinker en de bakfietsbioscoop. Een jaar later speelde ze mee in Blinker en het Bagbag-juweel. Beide films zijn gebaseerd op de boeken van Marc de Bel.

## Films
- Blinker (1999) - Nelle
- Blinker en het Bagbag-juweel (2000) - Nelle